# 卡佩伦县
卡佩伦县（法语：canton de Capellen；德语：Kanton Capellen；卢森堡语：Kanton Capellen）是卢森堡西南部的一个县，首府卡佩伦。 
在2015年卢森堡废除区之前，卡佩伦县曾属于盧森堡區。

## 行政区划
卡佩伦县由以下9个市镇组成： 
- 迪帕赫
- 加尼希
- 哈布施特
- 凯尔任
- 凯伦
- 克里希
- 科普斯塔尔
- 马默
- 施泰因福特

## 合并
- 2012年1月1日，旧市镇巴沙拉日和克莱芒西（均来自卡佩伦县）合并为新市镇凯尔任。成立凯尔任的法律于2011年5月24日获得通过。[2]
- 2018年1月1日，旧市镇霍布沙伊德和塞特方丹（均来自卡佩伦县）合并为新市镇哈布施特。成立哈布施特的法律于2017年12月24日获得通过。[3][4]